# ΑMインテグリン
αMインテグリン（英: integrin alpha-M）は、β2インテグリンとともに、αMβ2インテグリン、またはMac-1、CR3と呼ばれるヘテロ二量体型インテグリン分子を形成するタンパク質である。αMインテグリンはCR3A、CD11bといった名称でも知られており、ヒトではITGAM遺伝子によってコードされている。ヘテロ二量体化パートナーであるβ2インテグリンはCD18としても知られ、αMβ2インテグリンはβ2インテグリンサブファミリーに属する。
αMβ2は、単球、顆粒球、マクロファージ、NK細胞など自然免疫系に関与する多くの白血球の表面に発現しており、またT細胞やB細胞の一部でも発現している。αMβ2は白血球の接着と遊走を調節することで炎症を媒介し、食作用、細胞媒介性細胞傷害活性、走化性、細胞の活性化などいくつかの免疫過程への関与が示唆されている。また不活化されたC3b（iC3b）に結合する能力のため、補体系にも関与している。αMサブユニットは細胞の接着や拡散に直接関与しているが、β2サブユニットが存在しなければ遊走を媒介することはできない。
ゲノムワイド関連解析により、ITGAMの一塩基多型は全身性エリテマトーデスと最も強く関連していることが示されており、rs9888739のTアレルのオッズ比は1.65である。

## 機能
αMインテグリン（CD11b）は白血球の表面に位置するインテグリン分子として、細胞遊走、接着、血管外遊出に重要な役割を果たしている。CD11bは細胞外マトリックスの構成要素や内皮の表面に位置する細胞間接着分子（ICAM）に結合する。この過程は炎症部位への白血球のリクルートに重要である。CD11bは、白血球の他の機能（呼吸バースト、アポトーシス、フィブリノゲンへの結合など）も調節している。
さらに、CD11b、より正確にはMac-1が関与する他の重要な過程も存在する。その1つが、iC3bによってオプソニン化された粒子に対する食作用である。こうしたオプソニン化粒子は、細菌、アポトーシスを起こした細胞、さらに免疫複合体である場合もある。CD11bのiC3bへの結合は抗炎症性サイトカイン（IL-10やTGF-βなど）の産生をもたらす。この過程は炎症環境の調節に重要である。
CD11bは骨のリモデリングを行う破骨細胞の分化にも関与している。Mac-1は破骨細胞前駆細胞に発現しており、破骨細胞形成のネガティブフィードバック機構の一部となっているようである。
循環白血球では、CD11bは閉じたコンフォメーションで発現している。活性型コンフォメーションへの切り替えは、白血球のTLRの刺激後に迅速に引き起こされる。CD11bは活性化されると、リガンド（内皮上のICAM-1やICAM-2など）への高親和性結合、そしてその後の接着が可能となる。また、CD11bシグナルは細胞内のTLRシグナルに干渉することも知られている。TLRの刺激は、シグナル伝達因子に対する一連のリン酸化を介して炎症性サイトカイン（IL-6、IL-1βなど）の産生を引き起こす。こうしたリン酸化標的の1つがNF-κBである。このシグナルはCD11bシグナルによる負の影響を受け、NF-κBの活性化は低下し、上述した炎症性サイトカインの産生が低下する。このようにCD11bはTLR刺激後の白血球の活性化を負に調節している。TLRシグナル以外にも、CD11bはB細胞受容体シグナルを負に調節し、またT細胞の活性化や樹状細胞の成熟と機能を抑制する。

## 臨床的意義
αMインテグリンの機能が免疫細胞の調節に重要な役割を果たしていることは明らかである。この調節が破綻すると、炎症性疾患や自己免疫疾患の感受性が高まる可能性がある。その例としては、全身性エリテマトーデス（SLE）、ループス腎炎、特定種のがんが挙げられる。

### 全身性エリテマトーデス
ゲノムワイド関連解析により、ITGAMの3つの一塩基多型（SNP）がSLE、心血管疾患、ループス腎炎（通常はSLEに合併して生じる）発症のリスクと関連していることが明らかにされている。これらのSNPはrs1143679（R77H）、rs1143678（P1146S）、rs1143683（A858V）であり、ICAM-1やiC3bへ正しく結合する能力の低下、その結果として細胞接着や食作用の低下が引き起こされる。これらのSNPでは、TLR刺激後の炎症性サイトカインIL-6、IL-1β、そしてTNF-αの産生を負に調節する能力の低下も観察される。
CD11bの抗炎症作用は、SLEやループス腎炎において保護的役割を果たしている。ループス腎炎は腎臓への免疫複合体の蓄積によって特徴づけられ、それによって腎損傷が引き起こされる。この身体の消耗をもたらすSLE合併症は、上述したSNPと関連している。これらのSNPを有する患者では血清中のI型インターフェロン濃度が高く、SLEとループス腎炎発症のリスク因子の1つとなっている。さらに、TLR刺激後の高濃度の他の炎症性サイトカイン（IL-6、IL-1β、TNF-α）も、さらなる組織損傷と免疫複合体の形成を引き起こすことで、この疾患における炎症をさらに駆動することとなる。
こうした理由によりCD11bはSLEの治療標的となる可能性があり、CD11bを標的化する試みは数多く行われている。まず、抗体を基盤とした治療法はCD11bの場合には有効ではないことが示された。一方、CD11bに対する低分子アロステリックアゴニストを用いた治療法は有望であるようであり、これらによるCD11bの活性化によってTLR依存的炎症促進経路の調節や腎損傷からの保護がもたらされる。

### 腫瘍
現在ではがん治療には多くのツールが存在するものの、この疾患の複数の要素についてはいまだ困難が残されている。骨髄由来免疫抑制細胞（MDSC）や腫瘍関連マクロファージ（TAM）もその例であり、これらは腫瘍微小環境に存在する免疫抑制作用を有する骨髄系細胞として腫瘍の成長に有利に働く。しかしながら、TAMは腫瘍促進作用を持つだけでなく、刺激によっては腫瘍抑制作用も示す場合がある。腫瘍抑制作用としては、炎症性サイトカインの産生や抗原提示能力が挙げられる。CD11bを活性型コンフォメーションに安定化するアゴニストはCD11bの内皮リガンドへの接着を強め、したがって炎症部位への血管外遊出の能力が損なわれる。こうしたアゴニストによる治療法の開発が進行しており、有望な候補薬の1つであるGB1275は臨床試験が行われている。CD11bアゴニストによって抑制性TAMの腫瘍部位への血管外遊出は損なわれ、また抗原提示能力や炎症性サイトカイン産生能力が高い、炎症促進性表現型へのシフトが行われる。そのため、腫瘍抑制効果が期待される。

## 関連文献
- “Leukocyte integrins”. Current Opinion in Cell Biology 7 (5):  690–696. (October 1995). doi:10.1016/0955-0674(95)80111-1. PMID 8573344.
- “Beta 2 (CD11/CD18) integrins can serve as signaling partners for other leukocyte receptors”. The Journal of Laboratory and Clinical Medicine 129 (5):  492–498. (May 1997). doi:10.1016/S0022-2143(97)90003-2. PMID 9142045.
- “Neutrophil activation via beta2 integrins (CD11/CD18): molecular mechanisms and clinical implications”. Thrombosis and Haemostasis 98 (2):  262–273. (August 2007). doi:10.1160/th07-02-0156. PMID 17721605.